# Рамзаев, Дмитрий Александрович
Дми́трий Алекса́ндрович Рамза́ев (1894—1969) — советский учёный, профессор, доктор экономических наук, ректор (директор) Саратовского государственного университета имени Н. Г. Чернышевского (1933—1935).

## Биография
Родился в мае 1894 года в селе Сосновка Саратовского уезда Саратовской губернии. Отец был крестьянином-середняком, занимавшимся хлебопашеством, мать — домохозяйкой.
Окончил сельскую школу, впоследствии продолжал заниматься самообразованием.
В 1910 году переехал в Саратов и устроился работать грузчиком.
В сентябре 1914 года был призван в армию. Весной 1915 года оказался на германском фронте. Воевал в составе артиллерийских подразделений на Юго-Западном фронте, в 1916 году оказался на Румынском фронте, где в начале 1917 года попал в австро-германский плен. Под влиянием прочитанного в «Окопной правде» открыто агитировал товарищей по оружию за окончание войны, за что военно-полевым судом был приговорён к расстрелу. Вступил в ряды РСДРП, но документы об этом факте (то есть его партийный билет) были утрачены. Из лагеря военнопленных был вызволен только потому, что попал в число подлежащих обмену на немецких военных узников. Летом 1917 года вновь оказался в составе российской армии. Возвратился в Саратов, где окончил армейскую и продолжил военную службу в качестве «красного командира новой рабоче-крестьянской армии». В 1919 году вступил в РКП(б). Сражался против войск Деникина.
В 1920 году поступил в Саратовский университет — на юридическое отделение факультета общественных наук, где учился заочно, все экзамены сдавал экстерном. Затем был переброшен на Уральский фронт. В 1921 году был командиром взвода, командиром батареи, участвовал в подавлении крестьянского восстания под руководством Антонова в Тамбовской губернии. В 1922 году его командировали на Туркестанский фронт для борьбы с басмачами. В 1923 году Рамзаев закончил службу в армии.
В 1923 году, после завершения военной службы, ещё продолжая учёбу в Саратовском университете, устроился секретарем губернского суда в Саратове. Затем занимал должность народного судьи в городском суде. В 1924 году окончил юридическое отделение факультета хозяйства и права СГУ и 30 июня получил соответствующее свидетельство.
В 1925—1928 годах работал уполномоченным Саратовского губернского суда, по совместительству устроившись научным сотрудником на кафедре уголовного права СГУ. С 1 января 1926 года стал ассистентом данной кафедры, а в октябре 1930 года получил должность доцента. При этом продолжал работать в губернских, затем в краевых судебных органах — был заведующим юридическими курсами, заведующим правовым отделом краевой администрации. В 1930 году назначен деканом факультета хозяйства и права СГУ, а с организацией самостоятельного института советского права стал заведующим кафедрой уголовного права и вскоре получил должность профессора. Согласно данным личного дела, Рамзаев в 1930—1933 годах также заведовал кафедрами в финансово — экономическом институте и в институте зерновых культур.
В апреле 1933 года назначен на пост директора Саратовского университета. Приказ об этом подписал нарком просвещения РСФСР А. С. Бубнов.
В начале июня 1935 года Рамзаев оставил пост ректора и уехал в Москву. В Москве долгое время работал в Комитете по делам высшей школы Совнаркома СССР, преподавал в Московском инженерно-экономическом институте, где занимал профессорскую должность почти до конца своей жизни. Приглашался в редакционную коллегию по подготовке к изданию Большой Советской энциклопедии.
Принимал участие в научной разработке направлений развития народного хозяйства и природопользования в Саратовской губернии и Нижневолжском регионе, в составлении материалов для этих территорий по плану ГОЭЛРО, в работах по обоснованию строительства промышленных предприятий, гидротехнических, транспортных и других объектов и сооружений.
Умер в Москве в 1969 году.

## Память
В ноябре 2011 года музей Саратовского университета приобрёл личную переписку Дмитрия Александровича. Рамзаев был страстным собирателем книг, его библиотека состояла из более чем 50 тысяч томов, её читателями были литераторы, учёные, артисты. В ней были собраны все энциклопедические словари, какие издавались на русском языке с XVIII века, среди них — «Ручная математическая энциклопедия», изданная в десяти книгах в Москве в 1829 году. Все свои сбережения и библиотеку завещал Саратовскому университету.